# Waldthurn
Waldthurn – gmina targowa w Niemczech, w kraju związkowym Bawaria, w rejencji Górny Palatynat, w regionie Oberpfalz-Nord, w powiecie Neustadt an der Waldnaab. Leży w Lesie Czeskim, około 15 km na południowy wschód od Neustadt an der Waldnaab.